# كارلوس أورلاندو كاباييرو
كارلوس أورلاندو كاباييرو (بالإسبانية: Carlos Orlando Caballero)‏ (5 ديسمبر 1958 في هندوراس - ) هو مدرب كرة قدم ولاعب كرة قدم هندوراسي في مركز الهجوم، شارك في كأس العالم 1982. وشارك مع منتخب هندوراس لكرة القدم. أما مع النوادي، فقد لعب مع ريال إسبانيا ونادي ماراثون ونادي بيدا وReal Maya ‏.

## وصلات خارجية
- كارلوس أورلاندو كاباييرو على موقع الاتحاد الدولي (مؤرشف)  (الإنجليزية)
- كارلوس أورلاندو كاباييرو على موقع قاعدة بيانات كرة القدم.إي يو (الإنجليزية)
- كارلوس أورلاندو كاباييرو على موقع ناشيونال فوتبول تيمز (الإنجليزية)
- كارلوس أورلاندو كاباييرو على موقع Soccerway.com (الإنجليزية)
- كارلوس أورلاندو كاباييرو على موقع عالم كرة القدم.نت (الإنجليزية)